# 알렉세이 호반스키 (펜싱 선수)
알렉세이 이고레비치 호반스키(러시아어: Алексе́й И́горевич Хова́нский, 1987년 6월 9일 ~)는 러시아의 펜싱 선수로 주 종목은 플뢰레이다. 그는 2012년 하계 올림픽의 남자 플뢰레 단체전에서 교체요원으로 출전하였다. 러시아는 이 토너먼트에서 5위를 기록하였다.